# Fannie Charles Dillon
Fannie Charles Dillon (16 de març de 1881 – 21 de febrer de 1947) va ser una pianista, compositora i professora de música estatunidenca.

## Biografia
Fannier Charles Dillon va néixer a Denver, Colorado, però l'any 1890 es va mudar amb la seva família a Long Beach, Califòrnia. Després de graduar-se en el Pomona Collage a Claremont, Califòrnia, es va mudar a Berlín, on va estudiar piano amb Leopold Godowsky (del 1900 al 1906) i composició amb Hugo Kaun i Heinrich Urban. Més tard va estudiar composició amb Rubin Goldmark a Nova York.
Dillon va debutar com a pianista a Los Angeles l'any 1908 i posteriorment va realitzar diversos concerts en la costa Est i la costa Oest dels Estats Units. Al 8 de febrer de 1918 va tocar les seves pròpies composicions per a piano en un recital per a la Beethoven Society de Nova York. Va ser membre de la Facultat de Música en el Pomona Collage del 1910 al 1913 i del 1918; fins que es va retirar al 1941 va donar classes en escoles públiques de Los Angeles.
L'any 1924 va fundar el "Woodlant Theater" a Fawnskin, Big Bear Lake, a Califòrnia i hi va exercir com a directora general del 1926 al 1929.
Durant els anys 1921, 1923 i 1933 va residir en la MacDowell Colony, una colònia on han residit diversos artistes.
Es va casar amb l'actor de teatre xipriota James Christo. Va morir a Altadena, Califòrnia, l'any 1974.

## Estil compositiu
El llenguatge musical de les seves primeres composicions, que principalment eren composicions per a piano, pertany sobretot al romanticisme de finals del segle xix, però amb la seva obra Eight descriptive Pieces del 1917 el seu estil va esdevenir més pictòric: les peces van ser més lliures en la seva forma i amb un caràcter impressionista, amb títols descriptius i textos. Dillons també va compondre música per a obres de teatre, que es van representar en el Woodland Theatre, que ella mateixa havia fundat.
Com a compositora, Dillon va ser coneguda per adaptar i incloure cants dels ocells dins les seves partitures.

## Birds at Dawn('Ocells a trenc l'alba')
Aquesta peça per a piano és una de les més populars de la compositora. És la peça número 2 de la composició 8 Descriptive Pieces Op.20, que conté un conjunt de 8 peces, totes amb títols evocadors relacionats amb la natura:
1. April Moods (Estats d'ànim d'abril)
2. Birds at Dawn (Ocells a trenc d'alba)
3. The Desert (El desert)
4. Evening (Vespre)
5. Forest Mourning Dove (Colom de bosc en dol)
6. Ocean Dephts (Profunditats de l'oceà)
7. A song of the Sierras (Una cançó de les Sierras)
8. Under the Pines (Sota els pins)

El fet distintiu de la peça Birds at Dawn és que Dillon utilitza la transcripció del cant de diferents ocells per construir-la. La peça vol recrear el conjunt de cants que es poden sentir a trenc d'alba, cada matí de primavera a les altes altituds de les muntanyes de Sierra Madre de Califòrnia. Els cants dels ocells van ser identificats per Mrs. Harriet Myers, que era secretària de la Southern California Audubon Society, i una autoritat en ocells de Califòrnia. Les transcripcions dels cants volen ser molt acurades, però el resultat són melodies molt més clares melòdicament i rítmicament que els cants originals. En la peça es volen representar tipus d'ocells de la geografia de Califòrnia com el Vireo, Chamaea fasciata, Catherpes mexicanus, el Chickadee, els túrdids i el Vireo gilvus.
L'autògraf d'aquesta partitura es troba a la Biblioteca del Congrés a Washington, juntament amb altres peces que també pertanyen a Eight Descriptive Pieces Op. 20, com són Evening, Under the pines, Forest mourning Dove, Ocean dephts i A Song of the Sierras, a més de la peça per a orquestra titulada A Letter from the Southland: Symphonic suite: op. 51, i la peça de música de piano incidental Prince Su Ming Wang (Chinese symphonic suite).
Existeix una gravació de la peça tocada pel famós pianista polonès Josef Hofmann del 7 d'abril de l'any 1919 de la discogràfica Columbia.

## Alumnes destacats
D'entre els seus alumnes es pot destacar el compositor estatudinenc John Cage, que va estudiar amb Dillon cap al 1922 (quan el compositor tenia 10 anys) fins a 1923, quan la seva família es va traslladar a Glendale. Hi ha algunes cites del compositor en què anomena la seva professora, com per exemple la següent:
"No estava massa dotat per al piano. No m'agradaven els exercicis tècnics i tots els aspectes físics, i recordo que experimentava una mena de sensació d'enfonsament cada vegada que la tia Phoebe o Miss Dillon tocaven per a mi, perquè la música que tocaven era increïblement difícil i sabia que mai seria capaç de tocar tan bé."

## Els seus documents[10]
Els seus documents es guarden a la biblioteca de la University of California a Los Angeles (UCLA). S'hi pot trobar una gran col·lecció de documents de 1881 al 1961, que inclou manuscrits i reproduccions manuscrites d'unes 140 composicions de Dillon. S'inclouen esquemes, partitures completes, parts, partitures vocals i algunes partitures impreses per a cor, orquestra, veu, piano i música de cambra. Encara que principalment es tracti de peces madures i acabades, també hi ha algunes obres d'infància, diverses peces sense títol o sense acabar, i material d'investigació i obres d'altres compositors. També s'inclouen alguns materials personals, com ara fotografies, retalls de premsa, programes de concerts, i la seva correspondència.
També hi ha una altra col·lecció de documents del 1900 al 1943 que conté manuscrits, records, fotografies i correspondència.

## Selecció d'obres[2][10]
| Any                         | Títol                                                | Instrumentació           |
| --------------------------- | ---------------------------------------------------- | ------------------------ |
| ORQUESTRA                   |                                                      |                          |
| 1918                        | Celebration of Victory                               | Orquestra                |
| 1918                        | The Cloud                                            | Orquestra                |
| 1920                        | The Alps                                             | Orquestra                |
| 1945                        | A Western Saga Op. 117                               | Concert per a piano      |
|                             | In a Mission Garden                                  | Orquestra                |
|                             | A Letter from the Southland: Symphonic suite: op. 51 |                          |
| OBRES PER A PIANO           |                                                      |                          |
| 1908                        | 6 Preludes                                           | Piano                    |
| 1917                        | 8 Descriptive Pieces                                 | Piano                    |
| 1917                        | Heroic Etude                                         | Piano                    |
| 1922                        | Bird Stories in Music                                | Piano                    |
| 1927                        | Songs of the Seven Hills                             | Piano                    |
| 1944                        | From the Chinese                                     | Piano                    |
| VEU I PIANO                 |                                                      |                          |
| 1917                        | The Message of the Bells                             | Veu i piano              |
| 1949                        | An April Day                                         | Veu i piano              |
| MÚSICA DE CAMBRA            |                                                      |                          |
|                             | Six Violin Solos, Op.53                              | Violí                    |
|                             | String Quartette in F Major (Mountain Idyll) Op. 50  | Quartet de corda         |
|                             | Trio in D minor for Violin, Cello and Piano          | Violí, violoncel i piano |
| INSTRUMENT SOLO             |                                                      |                          |
| 1953                        | Woodland Flute Call                                  | Flauta                   |
|                             | A medieval Minstrelsy (suite)                        | Organ                    |
| MÚSICA INCIDENTAL PER PIANO |                                                      |                          |
| 1935                        | Prince Su Ming Wang (Chinese Symphonic Suite)        | Piano                    |
|                             | Nevertheless: Oh Glory!                              | Piano                    |
|                             | The Desert Call                                      | Piano                    |